# Luciano Pettinari
Luciano Pettinari (Milano, 18 marzo 1950) è un politico italiano, già parlamentare europeo.

## Biografia
Esponente del Partito di Unità Proletaria, del Partito della Rifondazione Comunista, del Movimento dei Comunisti Unitari, dei Democratici di Sinistra e di Sinistra Democratica.
È stato eletto deputato europeo alle elezioni del 1994 per la liste del PRC. È stato membro della Commissione per lo sviluppo e la cooperazione; dell'Assemblea paritetica della convenzione fra gli stati dell'Africa, dei Caraibi e del Pacifico e l'Unione europea (ACP-UE); della Delegazione per le relazioni con i paesi dell'America centrale e con il Messico; della Commissione per lo sviluppo e la cooperazione. Ha aderito al gruppo della Sinistra Unitaria Europea/Sinistra Verde Nordica e poi al Gruppo del Partito del Socialismo Europeo. Ricandidato alle elezioni europee del 1999 dai DS, ottiene 19.535 preferenze, non viene rieletto.
Nel 2001 si candida alla Camera nel collegio della Basilicata con i DS, ma è primo dei non eletti. Nel marzo 2005 diviene deputato alla Camera per i Democratici di Sinistra, in sostituzione di Gian Luigi Boiardi. Nel 2006 viene riconfermato alla Camera per l'Ulivo ed è presidente della commissione Esteri. Vicepresidente del gruppo DS alla Camera dal 29 novembre 2007; resta a Montecitorio fino allo scioglimento anticipato della legislatura nel 2008.

### Vita privata
Il figlio Stefano è un calciatore professionista.